# Фетишизъм към обувки
Фетишизмът към обувки е сексуално влечение при мъжете. Контактът с дамски обувки (също и ботуши, боти) провокира у тях силна, анормална сексуална възбуда и удовлетворение. Популярното схващане, че дамските обувки са „секси“, „атрактивни“ не се счита за проява на фетишизъм. Но при лизане с език на токчетата им и какъвто и да било подобен контакт се нарича фетиш.
Фетишизмът към обувки е известен и като „ретифизъм“ – по името на френския романист от 18 век Никола-Едм Ретиф (на френски: Nicolas-Edme Rétif).

## Фетишизъм към токчета
Фетишизмът към токчета е нелечимо болезнено сексуално влечение при мъжете. Понякога този фетиш е толкова силен че фетишиста го поставя сред най-важните неща в живота си. Фетиша към токчета се задоволява като токчетата най-често се лижат с език. В повечето случаи контакта с токчетата доставя в пъти по-голямо удоволствие на фетишиста от сексуалния акт, като при най-силната му форма фетиша може да се окаже единствения начин за сексуално удолетворение без никакъв физически контакт. Така в повечето случаи фетиша към високи токчета се осъществява без секс с пратньорката. Както и при останалите фетиши няма начин за лечение или намаляване на желанието, като в някои случаи то става дори по-силно. Мъжете с този фетиш са най-честите участници в така наречените Куколд игри. Изолирани от реалния секс, за тях възбудата се покачва допълнително, целувайки и облизвайки токчетата на жена по време на сексуалния ѝ акт с друг мъж. При класическата поза в този вид отношения жената изпълнява дълбоко фелацио на секусалния си партньор, завършващо със свършване в устата, докато мъжа с фетиша се задоволява облизвайки токчетата на обувките и през цялото време.

## Известни личности с фетиш към крака и обувки
- Куентин Тарантино

- Научете още за Ретифизъм в „Българска сексология“[неработеща препратка]